# 2013 RQ124
2013 RQ124, tambem escrito como 2013 RQ124, é um objeto transnetuniano que está localizado no cinturão de Kuiper, uma região do Sistema Solar. O mesmo possui uma magnitude absoluta de 7,02 e tem um diâmetro com cerca de 186 km.

## Descoberta
2013 RQ124 foi descoberto no dia 2 de setembro de 2013 pelos astrônomos The Dark Energy Survey.

## Órbita
A órbita de 2013 RQ124 tem uma excentricidade de 0,166 e possui um semieixo maior de 46.795 UA. O seu periélio leva o mesmo a uma distância de 39.005 UA em relação ao Sol e seu afélio a 54.584 UA.